# 神田はるか
神田 はるか（かんだ はるか、9月12日 - ）は、日本の漫画家。九州出身。乙女座のO型。女性。本人ブログ（絵日記）のプロフィールによると少女漫画等では神田はるか、それ以外ではカワハラ恋（カワハラ レン）名義で活動している。

## 作品リスト

### 漫画作品
神田はるか名義
- スウィートガール（『月刊Asuka』2009年2月号 - 2010年6月号）
- カポーん。（『月刊コミックブレイドアヴァルス』2010年7月号 - 2011年3月号）
- オオカミさんと！（『月刊Asuka』2011年6月号 - 2012年）
- 俺様プリンセス（『月刊Asuka』） - 単行本未収録。

カワハラ恋名義
- 学園カラーズ（『Livedoor デイリー4コマ』2008年7月1日 - 2010年11月30日）
- 東京!（『まんがホーム』2009年8月号 - 2013年2月号）
- イマドキ青春（『月刊Asuka』連載時期不明）
- 俺嫁シリーズ（『月刊コミックアヴァルス』2013年6月号 - 10月号、2014年11月号 - 2015年2月号）
- 新宿さんと周りの人々→スカートダーリン（『まんがホーム』2013年10月号 - 2015年5月号） - 2014年5月号より改題。
- ネガちゃんねる（『月刊コミックアヴァルス』2014年4月号 - 6月号、『アヴァルスオンライン』2014年4月配信 - 6月配信） - 短期連載。
- 春木屋さんはいじっぱり（『月刊コミックアライブ』2014年10月号 - 2015年9月号、『コミックキューン』2015年10月号 - 2016年11月号）
- 淫らな青ちゃんは勉強ができない（『少年マガジンエッジ』2015年11月号 - 2019年1月号）
- 未熟なふたりでございますが（『コミックDAYS』2018年3月9日 - 2024年6月21日）
- 淫らな青ちゃんは勉強ができない オトナ編（『少年マガジンエッジ』2019年2月号 - 2020年5月号）
- ウチは別れて暮らしてる（『モーニング・ツー』2021年6号 - 2022年9号）
- 怒業の蒼（『週刊少年チャンピオン』2024年41号 - 2025年28号）

### 書籍
神田はるか名義
- 『スウィートガール』、角川書店〈あすかコミックスDX〉2009年 - 2010年、全3巻
  1. 2009年9月26日発売、ISBN 978-4-04-854375-0
  2. 2010年2月23日発売、ISBN 978-4-04-854431-3
  3. 2010年6月23日発売、ISBN 978-4-04-854493-1

- 『カポーん。』、マッグガーデン〈MGC avarus SERIES〉2010年 - 2011年、全2巻
  1. 2010年12月15日発売、ISBN 978-4-8612-7800-6
  2. 2011年5月14日発売、ISBN 978-4-86127-864-8

- 『オオカミさんと！』、角川書店〈あすかコミックスDX〉2011年 - 2012年、全2巻
  1. 2011年9月17日発売、ISBN 978-4-04-854691-1
  2. 2012年2月22日発売、ISBN 978-4-04-120145-9

カワハラ恋名義
- 『恋愛おとぎ話〜ローズ・プティクール』、QuinRose（原作）、一迅社〈ZERO-SUMコミックス〉2010年、全1巻
- 『学園カラーズ』芳文社〈まんがタイムコミックス〉、2010年11月6日発売、ISBN 978-4-8322-6906-4
- 『東京!』、芳文社〈まんがタイムコミックス〉2010年 - 2012年、全2巻
- 『イマドキ青春』、角川書店〈あすかコミックスDX〉2012年、全2巻
  1. 『イマドキ青春 男クラ』2012年10月24日発売、ISBN 978-4-04-120508-2
  2. 『イマドキ青春 女クラ』2012年11月21日発売、ISBN 978-4-04-120507-5

- 俺嫁シリーズ、マッグガーデン〈マッグガーデンコミックスアヴァルスシリーズ〉、全2巻
  - 『今日からオマエは俺の嫁』2013年11月13日発売、ISBN 978-4-8000-0230-3
  - 『今日からアナタは僕の嫁』2015年2月14日発売、ISBN 978-4-8000-0417-8

- 『ネガちゃんねる』マッグガーデン〈マッグガーデンコミックスアヴァルスシリーズ〉、2014年7月15日発売、ISBN 978-4-8000-0342-3
- 『スカートダーリン』、芳文社〈まんがタイムコミックス〉2015年、全1巻
- 『春木屋さんはいじっぱり』、KADOKAWAメディアファクトリー〈MFコミックスキューンシリーズ〉2015年 - 2016年、全2巻
  1. 2015年11月27日発売、ISBN 978-4-04-067935-8
  2. 2016年11月26日発売、ISBN 978-4-04-068734-6

- 『淫らな青ちゃんは勉強ができない』、講談社〈少年マガジンエッジコミックス〉2016年 - 2019年、全8巻
- 『未熟なふたりでございますが』、講談社〈モーニングKC〉2018年 - 2024年、全18巻
  1. 2018年8月8日発売、ISBN 978-4-06-512274-7
  2. 2018年11月14日発売、ISBN 978-4-06-513546-4
  3. 2019年3月13日発売、ISBN 978-4-06-514751-1
  4. 2019年8月8日発売、ISBN 978-4-06-516601-7
  5. 2019年12月11日発売、ISBN 978-4-06-517993-2
  6. 2020年5月13日発売、ISBN 978-4-06-519369-3
  7. 2020年9月9日発売、ISBN 978-4-06-520614-0
  8. 2021年1月13日発売、ISBN 978-4-06-521856-3
  9. 2021年6月9日発売、ISBN 978-4-06-523489-1
  10. 2021年10月21日発売、ISBN 978-4-06-525019-8
  11. 2022年3月23日発売、ISBN 978-4-06-527008-0
  12. 2022年8月23日発売、ISBN 978-4-06-528632-6
  13. 2022年12月14日発売、ISBN 978-4-06-529977-7
  14. 2023年4月12日発売、ISBN 978-4-06-531270-4
  15. 2023年8月8日発売、ISBN 978-4-06-532540-7
  16. 2023年12月13日発売、ISBN 978-4-06-533821-6
  17. 2024年4月10日発売、ISBN 978-4-06-535120-8
  18. 2024年8月9日発売、ISBN 978-4-06-536387-4

- 『淫らな青ちゃんは勉強ができない オトナ編』、講談社〈少年マガジンエッジコミックス〉2019年 - 2020年、全3巻
- 『ウチは別れて暮らしてる』、講談社〈モーニングKC〉2021年 - 2022年、全3巻
  1. 2021年10月21日発売、ISBN 978-4-06-524323-7
  2. 2022年3月23日発売、ISBN 978-4-06-526998-5
  3. 2022年8月23日発売、ISBN 978-4-06-528629-6

- 『怒業の蒼』、秋田書店〈少年チャンピオン・コミックス〉2025年 - 、既刊3巻（2025年8月7日現在）
  1. 2025年2月7日発売、ISBN 978-4-253-28626-8
  2. 2025年4月8日発売、ISBN 978-4-253-28627-5
  3. 2025年8月7日発売、ISBN 978-4-253-28628-2

### その他
カワハラ恋名義
- 黒椿姫 雷鳥の暗殺者と公爵令息（著：魚住ユキコ、ティアラ文庫、2009年）
- 甘いおしおきを君に（著：なかゆんきなこ、ソーニャ文庫、2013年）
- 腐女子な妹ですみません（著：九重木春、ビーズログ文庫アリス、既刊3巻、2017年 -　）

## 師匠
- 安野モヨコ[52]